# Missionarissen van het Heilig Hart

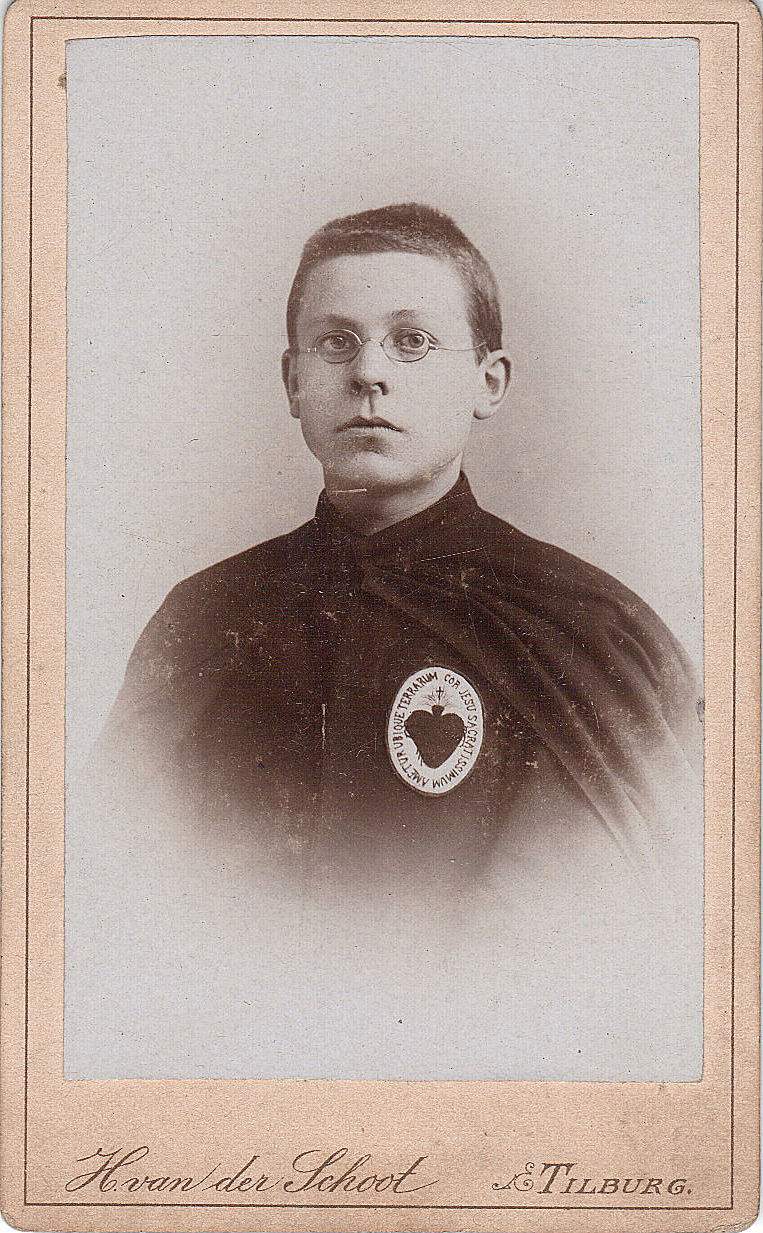
Tilburgs missionaris, omstreeks 1900. De foto is waarschijnlijk gemaakt door Hubertus van der Schoot, die veel Tilburgers portretteerde.

Missionarissen van het Heilig Hart, plaats en jaar onbekend, foto KITLV

Missionaris van het Heilig Hart op Nieuw-Guinea, vermoedelijk met schoolkinderen, foto KITLV

De Missionarissen van het Heilig Hart, voluit Missionarissen van het Heilig Hart van Jezus (Latijn: Missionarii Sacratissimi Cordis Iesu; afgekort: M.S.C.), vormen een mannelijke congregatie binnen de Rooms-Katholieke Kerk die in 1869 door paus Pius IX werd erkend. Het generalaat is gevestigd te Issoudun in Frankrijk, waar de orde in 1854 werd opgericht door de priester Jules Chevalier (1824-1907). Tot de M.S.C.-groep, oftewel de 'Jules Chevalierfamilie', behoren ook de Dochters van Onze Lieve Vrouw van het Heilig Hart (de missiezusters) en enkele geassocieerde lekenorganisaties. De congregatie wordt soms verward met de Priesters van het Heilig Hart van Jezus (S.C.I., 'Dehonianen') en de Congregatie van de Heilige Harten van Jezus en Maria (SS.CC., 'Picpussen'). 
In 2008 telde de congregatie wereldwijd circa 1890 leden. Anno 2012 was de congregatie werkzaam in 55 landen.

## België
In België zijn of waren er vestigingen in Asse-Walfergem, Borgerhout, Herent, Bree-Beek, Dinant en Beernem.

## Nederland
Toen in Duitsland en Frankrijk religieuze eigendommen opgeëist werden door de staat, vluchtte de orde in 1880 naar Nederland. Daar werd in 1894 de Noordelijke M.S.C.-provincie opgericht, die achtereenvolgens ontoereikend gehuisvest was in Haaren en in een Tilburgse wolfabriek aan De Veldhoven, het latere Wilhelminapark. In 1897 werd de Duitse provincie zelfstandig. In 1899 werd het missiehuis in Tilburg voltooid, dat sinds 1919 als provincialaat van de toen opgerichte Nederlandse provincie fungeert. Anno 2016 telde de congregatie nog 46 leden in Nederland, verdeeld over twee communiteiten (Tilburg en Rotterdam).

### Rooi harten
Aan de rode harten op de pijen van deze orde ontleende de Tilburgse volksmond de bijnaam Rooi harten die zowel voor de orde als het klooster gebruikt wordt en door de orde zelf ook wel gehanteerd wordt. Hieraan ontleent een Tilburgse buurt zijn naam, evenals een appartementencomplex dat sinds 2013 gevestigd is in het voormalige klooster dat in 2010 door de orde verkocht is.

## Bekende missionarissen van het Heilig Hart
- Simon Hendrikus Peeters (1860-1941), eerste Nederlandse pater van de Missionarissen van het Heilig Hart, werkte van 1908-1920 als missionaris in de Filipijnen, schrijver van Croissance et Jeunesse, verhandeling over de geschiedenis van de congregatie tot ca. 1900;
- Henri Rutten (1873-1904), Nederlands missionaris op Papoea-Nieuw-Guinea, waar hij werd vermoord;
- Henricus Geurtjens (1875-1957), Nederlands missionaris in Nederlands-Indië (Molukken) en Nederlands-Nieuw-Guinea, later aalmoezenier voor woonwagenbewoners;
- Jos van der Kolk (1879-1931), Nederlands missionaris in Nederlands-Indië en Nederlands-Nieuw-Guinea;
- Joannes Aerts (1880-1942), Nederlands missiebisschop, door de Japanners vermoord tijdens de tweede wereldoorlog in Nederlands-Indië;
- Petrus Vertenten (1884-1946); Belgisch missionaris in Nederlands-Nieuw-Guinea;
- Petrus Drabbe (1887-1970), Nederlands missionaris die van 1912 tot 1960 werkte in de Filipijnen, op de Molukse Tanimbar-eilanden en aan de zuidkust van Nederlands-Nieuw-Guinea;
- Léon Bourjade (1889-1924), Frans missionaris in Papoea-Nieuw-Guinea;
- Jacobus Grent (1889-1983), Nederlands bisschop van Ambon;
- Jacques Schreurs (1893-1966), Nederlands kapelaan in de Limburgse mijnstreek, tevens schrijver en dichter, bekend van het boek Kroniek eener parochie, verfilmd als Dagboek van een herdershond;
- Edmond Boelaert (1899-1966), Belgisch missionaris en wetenschapper in Belgisch-Congo;
- Cees Meuwese (1906-1978), Nederlands missionaris in Nederlands-Nieuw-Guinea;
- Theodorus Hubertus Moors (1912-2003), Nederlands bisschop van Manado;
- Jan Boelaars (1915-2004), Nederlands missionaris en antropoloog in westelijk Nieuw-Guinea;
- André Sol (1915-2016), Nederlands bisschop van Amboina;
- Simon Jelsma (1918-2011), Nederlands pastoor, radiopater, uitgetreden 1971, oprichter van Novib en Postcode Loterij;
- Joseph Lescrauwaet (1923-2013), Nederlands hulpbisschop van Haarlem;
- Nico J. Tromp (1930-2010), Nederlands theoloog, werkte mee aan de vertaling van de Willibrordbijbel (Oude Testament en Psalmen);
- Piet van Mensvoort (1934-2020), Nederlands missionaris in Westelijk Nieuw-Guinea;
- Anton H.M. Scheer (1935-2022), Nederlands pastoor, wetenschappelijk medewerker van de Radbouduniversiteit;
- Sjef van Tilborg (1939-2003), Nederlands  pastor, theoloog en hoogleraar Nieuwe Testament te Nijmegen;
- Jan Jetse Bol (1943), Nederlands priester van bisdom Rotterdam, tekstdichter en vanaf 2001 provinciaal-overste;
- John Ribat (1957-), Papoea-Nieuw-Guinees aartsbisschop en kardinaal.